# 레스테크

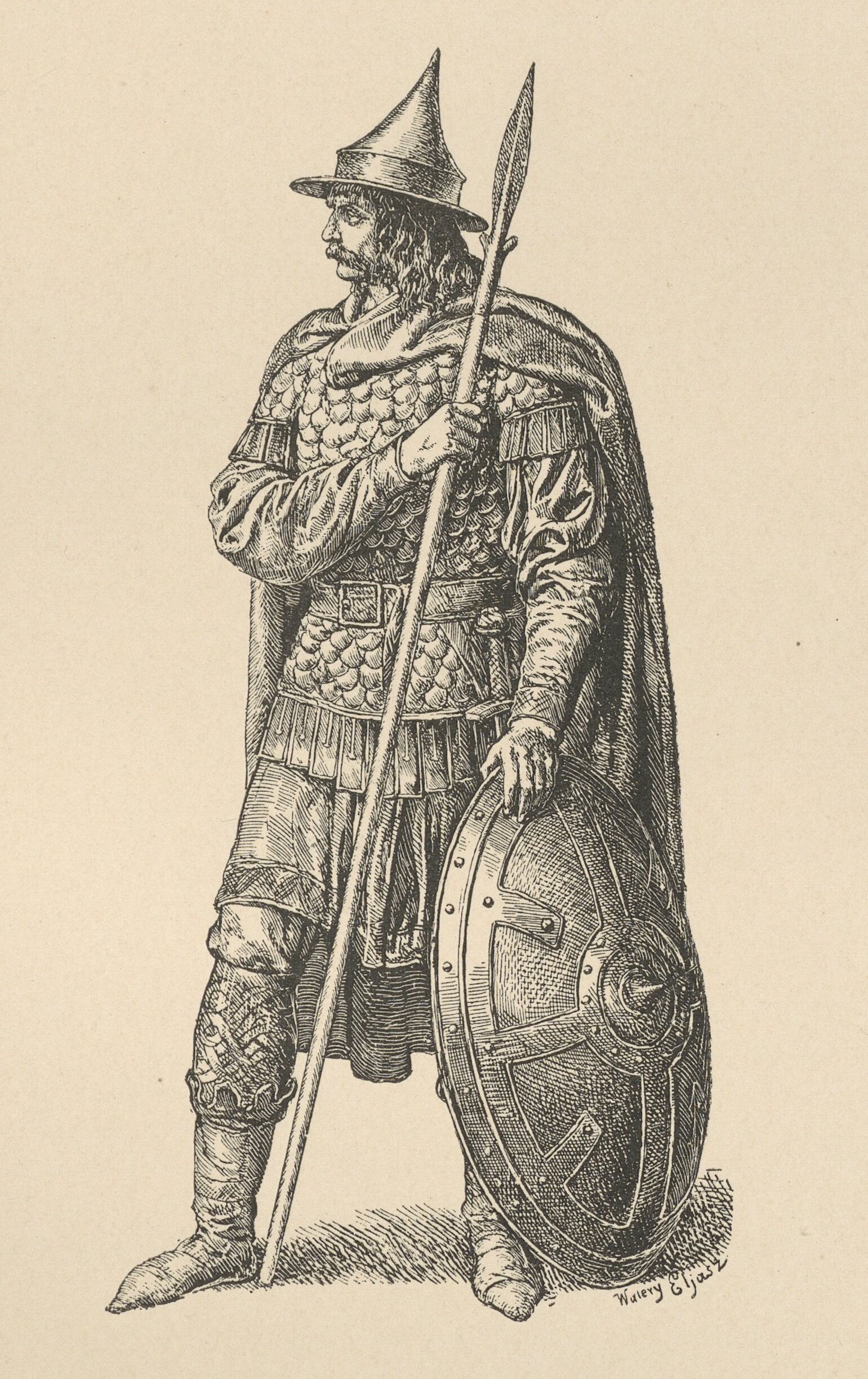
레스테크

레스테크(폴란드어: Lestek, 9세기경 ~ 10세기경)는 폴란드의 첫 번째 왕이자 창시자인 미에슈코 1세의 조부다.